# Agapetus kashmirensis
Agapetus kashmirensis är en nattsländeart som beskrevs av Douglas E. Kimmins 1953. Agapetus kashmirensis ingår i släktet Agapetus och familjen stenhusnattsländor. Inga underarter finns listade i Catalogue of Life.